# ウッズ郡 (オクラホマ州)
ウッズ郡 (英: Woods County) はアメリカ合衆国オクラホマ州に位置する郡である。2000年現在、人口は9,089人である。ここの郡庁所在地はアルヴァである。

## 地理
アメリカ合衆国統計局によると、この郡は総面積3,341 km2 (1,290 mi2) である。このうち3,332 km2 (1,287 mi2) が陸地で9 km2 (4 mi2) が水面である。総面積の0.27%が水面となっている。

### 隣接する郡
- カンザス州コマンチ郡 (北)
- バーバー郡 (カンザス州) (北東)
- アルファルファ郡 (東)
- メジャー郡 (南)
- ウッドワード郡 (南西)
- ハーパー郡 (西)

## 人口動勢

2000年国勢調査に基づくウッズ郡の人口ピラミッド

2000年現在の国勢調査で、この郡は人口9,089人、3,684世帯、及び2,243家族が暮らしている。人口密度は3/km2 (7/mi2) である。1/km2 (4/mi2) の平均的な密度に4,492軒の住宅が建っている。この郡の人種的な構成は白人93.41%、アフリカン・アメリカン2.38%、先住民1.61%、アジア0.53%、太平洋諸島系0.03%、その他の人種0.56%、及び混血1.49%である。ここの人口の2.42%はヒスパニックまたはラテン系である。
この郡内の住民は19.20%が18歳未満の未成年、18歳以上24歳以下が16.80%、25歳以上44歳以下が23.20%、45歳以上64歳以下が20.90%、及び65歳以上が19.90%にわたっている。中央値年齢は38歳である。女性100人ごとに対して男性は103.90人である。18歳以上の女性100人ごとに対して男性は101.70人である。
この郡内の世帯ごとの平均的な収入は28,927米ドルであり、家族ごとの平均的な収入は39,143米ドルである。男性は26,651米ドルに対して女性は18,968米ドルの平均的な収入がある。この郡の一人当たりの収入 (per capita income) は17,487米ドルである。人口の15.00%及び家族の8.70%は貧困線以下である。全人口のうち18歳未満の16.80%及び65歳以上の6.80%は貧困線以下の生活を送っている。

## 都市及び町
- アルヴァ
- Avard
- Capron
- Dacoma
- Freedom
- Waynoka